# آتش‌افروز (فیلم ۲۰۲۲)
آتش‌افروز (به انگلیسی: Firestarter) یک فیلم ترسناک علمی تخیلی آمریکایی محصول ۲۰۲۲ به کارگردانی کیت توماس بر اساس فیلمنامه‌ای از اسکات تیمز است که بر اساس رمانی به همین نام اثر استیون کینگ ساخته شده‌است. این یک بازسازی از فیلم اقتباسی سال ۱۹۸۴ به همین نام است. زک افران، رایان کیرا آرمسترانگ، سیدنی لمون، کرتوود اسمیت، جان بیسلی، مایکل گرییز و گلوریا روبن در این فیلم به ایفای نقش پرداخته‌اند. این فیلم توسط جیسون بلوم و آکیوا گلدزمن به ترتیب تحت بنرهای بلوم‌هاوس پروداکشنز و وید رود پیکچرز تهیه شده‌است.
آتش‌افروز در ۱۳ می ۲۰۲۲ توسط یونیورسال پیکچرز در ایالات متحده به‌طور همزمان به صورت نمایشی و از طریق رسانه جاری در پیکاک منتشر شد. این فیلم با نقدهای منفی منتقدان مواجه شد که بسیاری از آن‌ها فیلم را پایین‌تر از نسخهٔ اصلی ۱۹۸۴ می‌دانستند. آرمسترانگ نامزد دریافت جایزه تمشک طلایی بدترین بازیگر زن شد، اما نامزدی به دلیل جنجال بر سر سن کمش لغو شد.

## داستان
در یک فلاش‌بک، شارلین «چارلی» مک‌گی کودک در گهوارهٔ خود نشسته و به‌طور خود به خود اتاق را با قدرت پیروکینزیس خود به آتش می‌کشد و پدرش اندرو «اندی» مک‌گی را به وحشت می‌اندازد. در یک فلاش‌بک دیگر، اندی جوان و دوست دخترش ویکتوریا «ویکی» تاملینسون در یک کارآزمایی بالینی با یک دکتر صحبت می‌کنند که به آنها توضیح می‌دهد که داروی شیمیایی آزمایشی «Lot-6» را به آنها تزریق می‌کنند که مخفیانه به آنها قدرت‌های فراطبیعی می‌دهد: اندی دورآگاهی و ویکی دورجنبی به دست می‌آورند.
در زمان حال، چارلی پس از دیدن یک کابوس روی میز آشپزخانه نشسته‌است. پدر و مادرش به او ملحق می‌شوند و چارلی توضیح می‌دهد که قدرت‌هایش ناپایدارتر می‌شوند. او ناخواسته پس از انفجار در دستشویی مدرسه به دلیل عصبانیت از مورد آزار و اذیت شدن، در مدرسه اش غوغایی ایجاد می‌کند. اندی با استفاده از قدرت خود، برای تحت تأثیر قرار دادن مشتری برای ترک سیگار استفاده می‌کند، اگرچه فشار باعث خونریزی چشمان او می‌شود.
در همین حال، در یک مرکز مخفی، کاپیتان جین هالیستر، رهبر دی‌اس‌آی، علامت‌های حرارتی ناشی از انفجارهای چارلی را زیر نظر دارد. او به ملاقات دکتر جوزف وانلس، خالق Lot-6 و ابرانسان‌های حاصل از آن می‌رود، که از هالیستر می‌خواهد قبل از اینکه قدرت‌هایش غیرقابل کنترل شود، چارلی را از بین ببرد. هالیستر از جان رِین‌برد، یک ابر انسان، برای کمک به او دعوت می‌کند. رین‌برد از خانه مک‌گی بازدید می‌کند و با ویکی که تلاش می‌کند با قدرت تله حرکتی سرکوب شده اش ضدحمله کند، مقابله می‌کند. رین‌برد بر او غلبه می‌کند و او را می‌کشد و چارلی را در حالی که او و اندی وارد خانه می‌شوند با نوک چاقو نگه می‌دارد. قدرت‌های چارلی بر او چیره می‌شود و او شعله‌های آتش‌سوزی را در سراسر خانه می‌فرستد. اندی و چارلی با کامیون خود فرار می‌کنند.
آنها در جاده با مردی به نام ایرو روبرو می‌شوند. پس از استفاده از فشار برای متقاعد کردن وی برای بردن آنها به بوستون، آنها با او سوار می‌شوند و در خانه او توقف می‌کنند. پس از اینکه چارلی به‌طور تصادفی به همسر فلج او برخورد می‌کند، ایرو پیش از اینکه بپذیرد که گاهی اوقات بیش از حد واکنش نشان می‌دهد، عصبانی می‌شود. ایرو تمام شب بیدار می‌نشیند و به تماشای گزارش خبری از این حادثه در خانه می‌نشیند. ایرو و اندی قبل از اینکه اندی به ایرو توضیح دهد که او فقط سعی دارد از دخترش محافظت کند با هم بحث می‌کنند. چارلی از طریق تله پاتی به ایرو می‌گوید که همسرش او را به خاطر تصادفی که باعث فلج شدنش شد می‌بخشد، و باعث می‌شود که او تسلیم شود و زمانی که پلیس به دلیل تماس اضطراری قبلی او ظاهر می‌شود از اندی و چارلی محافظت کند. رین‌برد در میان بوته‌ها ظاهر می‌شود، پلیس‌ها را می‌کشد و سپس قبل از اینکه کامیون‌های سیاه‌رنگ برای بلند کردن چارلی و اندی وارد شوند، به زانو ایرو شلیک می‌کند. اندی برای آخرین بار از نیروی خود استفاده می‌کند تا رین‌برد را فریب دهد تا چارلی بتواند به جنگل فرار کند. چارلی زمان خود را صرف تقویت قدرت آتش خود می‌کند سپس دوچرخه و لباسی را می‌دزدد تا پیام تله‌پاتیک پدرش را از سلولش در دی‌اس‌آی دنبال کند.
چارلی دی‌اس‌آی را پیدا می‌کند و گذرنامهٔ یک مأمور را می‌گیرد. او از او می‌خواهد که او را نکشد و به او می‌گوید که اسلحه‌ای ندارد اما پس از کشیدن اسلحه برای حمله به او، وی را می‌کشد. او یک پلکان بزرگ را به سمت منطقه ممنوعه‌ای که پدرش در آنجا نگهداری می‌شود، دنبال می‌کند. او به سلول جلو شیشه‌ای پدرش می‌رسد، که از داخل آن کاپیتان هالیستر به او می‌گوید تا سعی نکند او را بسوزاند، زیرا در این راه پدرش هم سوخته می‌شود. اندی به چارلی می‌گوید که نه او، بلکه رین‌برد، از طریق تله پاتی او را صدا زد. از آنجایی که چاره دیگری نمی‌بیند، از او عذرخواهی می‌کند و سپس به‌طور ذهنی او را هل می‌دهد تا کل مکان را بسوزاند و از هالیستر و خودش شروع می‌کند. چارلی هر دو را به آتش می‌کشد، به‌طور ذهنی تمام درهای امنیتی را باز می‌کند، و از داخل مرکز عبور می‌کند و همه را می‌کشد. رین‌برد زمانی آزاد می‌شود که سلول نگهدارنده او باز می‌شود. چارلی توسط مردانی اسیر می‌شود که لباس‌های ضد آتش بر تن دارند و نمی‌توانند همه آنها را بکشد. مردان می‌خواهند او را تحت سلطهٔ خود درآورند که رین‌برد از پشت به آنها شلیک می‌کند. او تسلیم چارلی می‌شود و برای قضاوت او زانو می‌زند. چارلی شروع به کشتن او می‌کند اما خود را در آینه می‌بیند و با فهمیدن اینکه دی‌اس‌آی نیز او را کنترل می‌کند، به او امان می‌دهد تا در نهایت بقیه ساختمان را به آتش بکشد. در نهایت، چارلی در حال راه رفتن به ساحل با رین‌برد دیده می‌شود. چارلی با دانستن اینکه او در دنیا تنهاست، به رین‌برد اجازه می‌دهد تا او را حمل کند و آنها با هم راه می‌روند.

## بازیگران
- زک افران در نقش اندرو «اندی» مک گی، یک دورآگاه و پدر چارلی
- رایان کیرا آرمسترانگ در نقش شارلین «چارلی» مک گی، یک دختر ۱۱ ساله که به دلیل بیماری پیروکینزیس با مشکلات عصبانیت و تغییرات خلقی دست و پنجه نرم می‌کند. او همچنین دختر اندی و ویکی مک‌گی است.
- سیدنی لمون در نقش ویکتوریا «ویکی» تاملینسون-مک گی، یک دورجنب، همسر اندی و مادر چارلی.
- کرتوود اسمیت در نقش دکتر جوزف وانلس
- جان بیسلی در نقش ایرو ماندرز
- مایکل گری یز در نقش جان رینبرد، یک شکارچی که توسط فروشگاه برای ردیابی چارلی تعیین شده‌است.
- گلوریا روبن در نقش کاپیتان هالیستر، رهبر فروشگاه. این شخصیت نسخه‌ای از جیمز هالیستر است که بر اساس جنسیت عوض شده‌است.

## تولید
در ۲۷ آوریل ۲۰۱۷، یونیورسال پیکچرز و بلوم‌هاوس پروداکشنز از راه‌اندازی مجدد آتش‌افروز (۱۹۸۴) خبر دادند و آکیوا گلدزمن قرار است در کنار جیسون بلوم کارگردانی و تهیه‌کننده باشد. در ۲۸ ژوئن ۲۰۱۸، فاتح آکین جایگزین گلدزمن به عنوان کارگردان شد و اسکات تیمز قرار بود فیلمنامه را بنویسد. در ۱۶ دسامبر ۲۰۱۹، کیت توماس جایگزین آکین به عنوان کارگردان شد. در سپتامبر ۲۰۲۰، زک افران به بازیگران پیوست. در فوریه ۲۰۲۱، مایکل گری‌آیس به بازیگران پیوست. در ژوئن ۲۰۲۱، رایان کیرا آرمسترانگ، گلوریا روبن و سیدنی لمون به بازیگران اضافه شدند. تصویربرداری اصلی در ۲۵ می ۲۰۲۱ در تورنتو و همیلتون، انتاریو آغاز شد و در ۱۶ ژوئیه به پایان رسید.
موسیقی فیلم توسط جان کارپنتر، کودی کارپنتر و دنیل دیویس ساخته شده‌است که قبلاً با بلوم‌هاوس در هالووین (۲۰۱۸) و هالووین می‌کشد (۲۰۲۱) همکاری کرده بودند. این موسیقی در ۱۳ مه ۲۰۲۲ توسط بک لات میوزیک و در ماه اکتبر بر روی سی‌دی و کاست منتشر شد.

## انتشار
آتش‌افروز توسط یونیورسال پیکچرز و پیکاک در ایالات متحده در ۱۳ مه ۲۰۲۲ در سینماها اکران شد.

## بازخورد

### فروش گیشه
در ایالات متحده و کانادا، پیش‌بینی شده بود که این فیلم در آخر هفته افتتاحیه خود از ۳۴۱۲ سینما ۵ تا ۷ میلیون دلار بفروشد. این فیلم در روز اول ۱٫۵۴ میلیون دلار درآمد داشت که شامل ۳۷۵۰۰۰ دلار از پیش نمایش‌های پنجشنبه شب بود. آتش‌افروز در مجموع ۹٫۷ میلیون دلار در ایالات متحده و کانادا و ۵٫۳ میلیون دلار در سایر مناطق به دست آورد که مجموعاً ۱۵ میلیون دلار در سراسر جهان فروش داشت.

### پاسخ انتقادی
در وبگاه جمع‌آوری نقد راتن تومیتوز، ٪۱۰ از ۱۵۸ بررسی منتقدان مثبت است و میانگینِ امتیاز آن ۳٫۶/۱۰ است. اجماع این وبگاه چنین می‌نویسد: «جای زیادی برای بهبود نسخه اصلی وجود داشت، اما آتش‌افروز از آن نوار پایین عبور می‌کند و به انتهای فهرست طولانی اقتباس‌های استیون کینگ می‌رود.» این فیلم در متاکریتیک که از میانگین وزنی استفاده می‌کند، بر اساس نظر ۲۹ منتقدین امتیاز ۳۲ از ۱۰۰ را کسب کرده که نشان‌گر «نقدهای عموما نامطلوب» است. تماشاگران شرکت‌کننده در نظرسنجی سینماسکور به فیلم نمره متوسط «C–» در مقیاس «A+» تا «F» دادند، در حالی که پست‌تراک گزارش داد که ۵۰ درصد از مخاطبان به آن نمره مثبت داده‌اند و ۲۷ درصد گفته‌اند که قطعاً آن را توصیه می‌کنند.

## آینده بالقوه
در ماه مه ۲۰۲۲، توماس اظهار داشت که بحث‌های مداومی برای گسترش فیلم به یک فرنچایز وجود دارد و اذعان داشت که این ممکن است به شکل رسانه‌های دنباله‌دار، پیش‌درآمد یا اسپین‌آف باشد.